# Wegkreuz (Katzenbach, Metzenbergstraße 4)

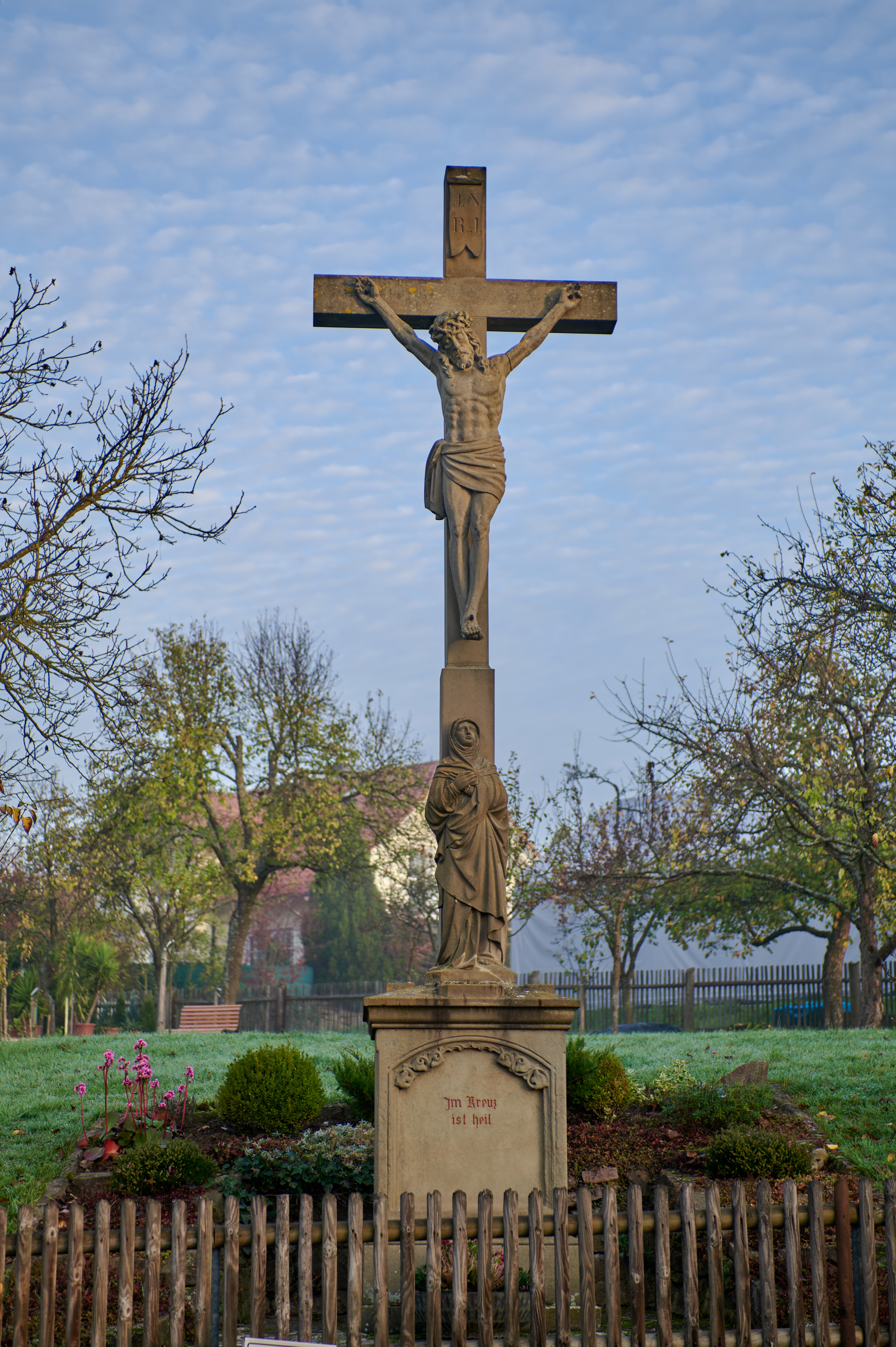
Wegkreuz in Katzenbach, Metzenbergstraße 4.

Das Wegkreuz Metzenbergstraße 4 befindet sich in Katzenbach, einem Gemeindeteil des Marktes Burkardroth im unterfränkischen Landkreis Bad Kissingen in der Metzenbergstraße 4.
Das Wegkreuz gehört zu den Baudenkmälern von Burkardroth und ist unter der Nummer D-6-72-117-31 in der Bayerischen Denkmalliste registriert.

## Beschreibung
Das Wegkreuz besteht aus gelbem Sandstein und entstand im Jahr 1894.
Das insgesamt etwa 493 cm hohe Wegkreuz besteht aus neun Teilen. Der Tischsockel mit Fundament ist 143 cm hoch, das Kreuz 350 cm. Der Tischsockel ist mit einer 10 cm hohen Sockelplatte (Abmessungen: 106 cm × 102 cm), einem 32 cm hohen Sockelvorsprung (Abmessungen: 91 cm × 90 cm), einem 88 cm hohen prismatischen Inschriftsockel (Abmessungen: 85 cm × 83 cm) und einem 13 cm hohen Sockeldeckel (Abmessungen: 97 cm × 97 cm) ausgestattet. Darauf steht vor dem Kreuz eine 120 cm hohe Marienplastik (Kreuzsockel H = 148 cm, 24,5 cm × 22,5 cm, 20 cm × 21 cm im Schaftquerschnitt). Der Kreuzbalken ist insgesamt 120 cm lang; der Schaft trägt eine INRI-Tafel. Das Kruzifix ist etwa 180 cm hoch.
Der Sternenkranz der Madonna (Metall in Goldfassung) ist entfernt worden.
Die Inschrift in einer Rundbogennische mit Blattornamenten auf der Schauseite lautet in gotischer Schrift:

„Im Kreuz

ist Heil!“

Die Stifterinschrift links lautet:

„Gestiftet

v.

Martin Metz

u. dessen Ehefrau

Eva geb. Kröckel

v. Katzenbach

1894“

Martin Metz war erkrankt und für tot erklärt worden, woraufhin seine Frau gelobte, ein Kreuz zu stiften. Sein Herz schlug wieder, und Martin Metz wurde gesund.
Geschlechterfolge: Martin Metz und Eva, geb. Kröckel: kinderlos. Erbin: Schwester von Eva Kröckel: Barbara (I), hatte eine Tochter: Barbara (II), verh. mit H. Voll: deren Tochter Martina heiratete Hilbert Füller, der Eigentümer des Kreuzes wurde.